# انجامش بده!
«انجام بده!» تک‌آهنگی از هنرمند اهل ایالات متحده آمریکا مایلی سایرس است.